# Aleksandr Łoginow (biathlonista)
Aleksander Wiktorowicz Łoginow (ros. Александр Викторович Логинов; ur. 31 stycznia 1992 w Saratowie) – rosyjski biathlonista, dwukrotny medalista olimpijski, pięciokrotny medalista mistrzostw świata i wielokrotny medalista mistrzostw Europy.

## Kariera
Na arenie międzynarodowej pierwszy raz pojawił się w 2010 roku, startując na mistrzostwach świata juniorów w Torsby. Zajął tam piąte miejsce w sprincie, czwarte w biegu pościgowym, a w sztafecie zdobył złoty medal. Na rozgrywanych rok później mistrzostwach świata juniorów w Novym Měscie był trzeci w sprincie i biegu pościgowym oraz najlepszy w sztafecie. Podczas mistrzostw świata juniorów w Kontiolahti w 2012 roku zdobywał brązowe medale w biegu pościgowym, indywidualnym i sztafecie. Ponadto na mistrzostwach świata juniorów w Obertilliach w 2013 roku zwyciężył w sprincie i biegu indywidualnym, a w biegu pościgowym i sztafecie był trzeci.
W zawodach Pucharu Świata zadebiutował 28 lutego 2013 roku w Oslo, zajmując piąte miejsce w sprincie. Tym samym już w debiucie wywalczył pierwsze pucharowe punkty. Na podium zawodów tego cyklu pierwszy raz stanął dwa dni później w Oslo, gdy rywalizację w biegu pościgowym ukończył na trzeciej pozycji. W zawodach tych lepsi byli tylko Francuz Martin Fourcade i Tarjei Bø z Norwegii. Pierwsze zwycięstwo w zawodach tego cyklu odniósł 11 stycznia 2019 roku w Oberhofie, gdzie był najlepszy w sprincie. Najlepsze wyniki osiągnął w sezonie 2018/2019, kiedy zajął drugie miejsce w klasyfikacji generalnej. W tym samym sezonie był też drugi w klasyfikacji sprintu i trzeci w klasyfikacji biegu pościgowego. Zajął też trzecie miejsce w klasyfikacji biegu indywidualnego w sezonie 2020/2021.
Na mistrzostwach świata w Hochfilzen w 2017 roku wspólnie z Olgą Podczufarową, Tatjaną Akimową i Antonem Szypulinem zdobył brązowy medal w sztafecie mieszanej. Podczas rozgrywanych dwa lata później mistrzostw świata w Östersund zdobył dwa medale. Najpierw zdobył srebrny medal w sprincie, rozdzielając na podium Norwega Johannesa Thingnesa Bø i Francuza Quentina Fillona Mailleta. Następnie razem z Matwiejem Jelisiejewem, Nikitą Porszniewem i Dmitrijem Małyszko zajął trzecie miejsce w sztafecie. Kolejne dwa medale wywalczył na mistrzostwach świata w Anterselvie w 2020 roku. W sprincie zwyciężył, wyprzedzając Fillona Mailleta i Fourcade'a, a dzień później był trzeci w biegu pościgowym, za Émilienem Jacquelinem z Francji i Johannesem Thingnesem Bø. Ponadto na mistrzostwach świata w Pokljuce w 2021 roku zdobył brązowy medal w sztafecie.
W 2014 roku wystartował na igrzyskach olimpijskich w Soczi, gdzie zajął 30. miejsce w biegu indywidualnym. Był to jego jedyny start na tej imprezie.
W styczniu 2015 roku Światowa Agencja Antydopingowa potwierdziła obecność w jego organizmie środka dopingującego w postaci EPO. W efekcie wszystkie jego wyniki od 26 listopada 2013 roku zostały anulowane. Powrócił do rywalizacji w listopadzie 2016.
Podczas mistrzostw świata w 2020 roku włoska policja przeprowadziła przeszukanie pokojów Łoginowa i jego trenera wobec podejrzeń o stosowanie dopingu. Po przeszukaniu ambasada Rosji we Włoszech twierdziła, że nie wykryto żadnych dowodów potwierdzających stosowanie substancji niedozwolonych.

## Osiągnięcia

### Zimowe igrzyska olimpijskie
| Rok  | Miejscowość | Konkurencje | Konkurencje | Konkurencje | Konkurencje | Konkurencje | Konkurencje | Konkurencje |
| Rok  | Miejscowość | IN          | SP          | PU          | MS          | RL          | MR          | SR          |
| ---- | ----------- | ----------- | ----------- | ----------- | ----------- | ----------- | ----------- | ----------- |
| 2014 | Soczi       | dsq.        | nd.         | nd.         | nd.         | nd.         | nd.         | nd.         |
| 2018 | Pjongczang  | nd.         | nd.         | nd.         | nd.         | nd.         | nd.         | nd.         |
| 2022 | Pekin       | 10.         | 38.         | 27.         | 15.         | 3.          | 3.          | nd.         |

### Mistrzostwa świata
| Rok  | Miejscowość | Konkurencje | Konkurencje | Konkurencje | Konkurencje | Konkurencje | Konkurencje | Konkurencje |
| Rok  | Miejscowość | IN          | SP          | PU          | MS          | RL          | MR          | SR          |
| ---- | ----------- | ----------- | ----------- | ----------- | ----------- | ----------- | ----------- | ----------- |
| 2017 | Hochfilzen  | 72.         | –           | –           | –           | –           | 3.          | nd.         |
| 2019 | Östersund   | 14.         | 2.          | 14.         | 4.          | 3.          | 4.          | –           |
| 2020 | Anterselva  | 15.         | 1.          | 3.          | –           | 4.          | 6.          | –           |
| 2021 | Pokljuka    | 31.         | 26.         | 16.         | 9.          | 3.          | 9.          | –           |

### Mistrzostwa świata juniorów
| Rok  | Miejscowość          | Konkurencje | Konkurencje | Konkurencje | Konkurencje | Konkurencje | Konkurencje | Konkurencje |
| Rok  | Miejscowość          | IN          | SP          | PU          | MS          | RL          | MR          | SR          |
| ---- | -------------------- | ----------- | ----------- | ----------- | ----------- | ----------- | ----------- | ----------- |
| 2010 | Torsby               | –           | 5.          | 4.          | nd.         | –           | nd.         | nd.         |
| 2011 | Nové Město na Moravě | 9.          | 3.          | 3.          | nd.         | 1.          | nd.         | nd.         |
| 2012 | Kontiolahti          | 3.          | 6.          | 3.          | nd.         | 3.          | nd.         | nd.         |
| 2013 | Obertilliach         | 1.          | 1.          | 3.          | nd.         | 3.          | nd.         | nd.         |

### Mistrzostwa Europy
| Rok  | Miejscowość    | Konkurencje | Konkurencje | Konkurencje | Konkurencje | Konkurencje | Konkurencje | Konkurencje |
| Rok  | Miejscowość    | IN          | SP          | PU          | MS          | RL          | MR          | SR          |
| ---- | -------------- | ----------- | ----------- | ----------- | ----------- | ----------- | ----------- | ----------- |
| 2012 | Osrblie        | 1.          | 2.          | 1.          | nd.         | 2.          | nd.         | nd.         |
| 2013 | Bansko         | 1.          | 1.          | 1.          | nd.         | –           | nd.         | nd.         |
| 2017 | Duszniki-Zdrój | 1.          | 2.          | 1 .         | nd.         | nd.         | 1.          | –           |

### Puchar Świata

#### Miejsca w klasyfikacji generelnej
| Sezon     | Miejsce              |
| --------- | -------------------- |
| 2012/2013 | 46.                  |
| 2013/2014 | – (wyniki anulowane) |
| 2016/2017 | 93.                  |
| 2017/2018 | 23.                  |
| 2018/2019 | 2.                   |
| 2019/2020 | 7.                   |
| 2020/2021 | 17.                  |
| 2021/2022 | 17.                  |

#### Miejsca na podium chronologicznie
| Lp. | Dzień       | Rok  | Miejscowość | Konkurencja                       | Lokata | Pudła   | Czas biegu | Strata  | Zwycięzca              |
| --- | ----------- | ---- | ----------- | --------------------------------- | ------ | ------- | ---------- | ------- | ---------------------- |
| 1.  | 2 marca     | 2013 | Oslo        | Bieg pościgowy na 12,5 km         | 3.     | 0+2+0+1 | 34:23,7    | +35,5   | Martin Fourcade        |
| 2.  | 7 grudnia   | 2018 | Pokljuka    | Sprint na 10 km                   | 3.     | 0+0     | 23:46,3    | +16,4   | Johannes Thingnes Bø   |
| 3.  | 9 grudnia   | 2018 | Pokljuka    | Bieg pościgowy na 12,5 km         | 3.     | 0+0+1+0 | 30:20,4    | +1,9    | Johannes Thingnes Bø   |
| 4.  | 20 grudnia  | 2018 | Nové Město  | Sprint na 10 km                   | 2.     | 0+0     | 23:09,9    | +21,0   | Johannes Thingnes Bø   |
| 5.  | 22 grudnia  | 2018 | Nové Město  | Bieg pościgowy na 12,5 km         | 2.     | 1+1+1+1 | 31:59,0    | +6,2    | Johannes Thingnes Bø   |
| 6.  | 11 stycznia | 2019 | Oberhof     | Sprint na 10 km                   | 1.     | 0+0     | 25:50,9    | –       | –                      |
| 7.  | 7 lutego    | 2019 | Canmore     | Krótki bieg indywidualny na 15 km | 3.     | 1+1+0+0 | 38:08,9    | +2:41,0 | Johannes Thingnes Bø   |
| 8.  | 9 marca     | 2019 | Östersund   | Sprint na 10 km                   | 2.     | 0+0     | 24:51,3    | +13,7   | Johannes Thingnes Bø   |
| 9.  | 13 grudnia  | 2019 | Hochfilzen  | Sprint na 10 km                   | 3.     | 0+0     | 25:08,7    | +14,6   | Johannes Thingnes Bø   |
| 10. | 14 grudnia  | 2019 | Hochfilzen  | Bieg pościgowy na 12,5 km         | 2.     | 0+0+0+0 | 31:27,0    | +33,5   | Johannes Thingnes Bø   |
| 11. | 15 lutego   | 2020 | Anterselva  | Sprint na 10 km                   | 1.     | 0+0     | 22:48,1    | –       | –                      |
| 12. | 16 lutego   | 2020 | Anterselva  | Bieg pościgowy na 12,5 km         | 3.     | 0+0+0+1 | 31:15,2    | +23,9   | Émilien Jacquelin      |
| 13. | 22 stycznia | 2021 | Anterselva  | Bieg indywidualny na 15 km        | 1.     | 0+0+0+0 | 48:41,8    | –       | –                      |
| 14. | 7 stycznia  | 2022 | Oberhof     | Sprint na 10 km                   | 1.     | 0+1     | 27:00,8    | –       | –                      |
| 15. | 16 stycznia | 2022 | Ruhpolding  | Bieg pościgowy na 12,5 km         | 2.     | 0+0+1+0 | 31:30,6    | +8,8    | Quentin Fillon Maillet |

### Puchar IBU

#### Miejsca w klasyfikacji generalnej
| Sezon     | Miejsce       |
| --------- | ------------- |
| 2011/2012 | 31            |
| 2012/2013 | 46            |
| 2013/2014 | nie startował |
| 2014/2015 | nie startował |
| 2015/2016 | nie startował |
| 2016/2017 | 2             |

#### Miejsca na podium chronologicznie
| Lp. | Dzień    | Rok  | Miejscowość | Konkurencja               | Lokata | Pudła   | Czas biegu | Strata | Zwycięzca          |
| --- | -------- | ---- | ----------- | ------------------------- | ------ | ------- | ---------- | ------ | ------------------ |
| 1.  | 10 marca | 2012 | Altenberg   | Sprint na 10 km           | 2.     | 0+0     | 25:58,7    | +1,4   | Erlend Bjøntegaard |
| 2.  | 11 marca | 2012 | Altenberg   | Bieg pościgowy na 12,5 km | 2.     | 1+1+1+1 | 36:53,8    | +47,2  | Erik Lesser        |